# Sergej Starikov
Sergej Viktorovič Starikov (in russo Сергей Викторович Стариков?; Čeljabinsk, 20 aprile 1958) è un allenatore di hockey su ghiaccio ed ex hockeista su ghiaccio sovietico e russo.

## Carriera
È stato uno dei primi giocatori sovietici a partecipare alla National Hockey League quando nel 1989 venne ingaggiato con i New Jersey Devils.

## Palmarès

### Internazionale
- 1980:  Argento a Lake Placid 1980
- 1984:  Oro a Sarajevo 1984
- 1988:  Oro a Calgary 1988